# Kesenbrodhaus

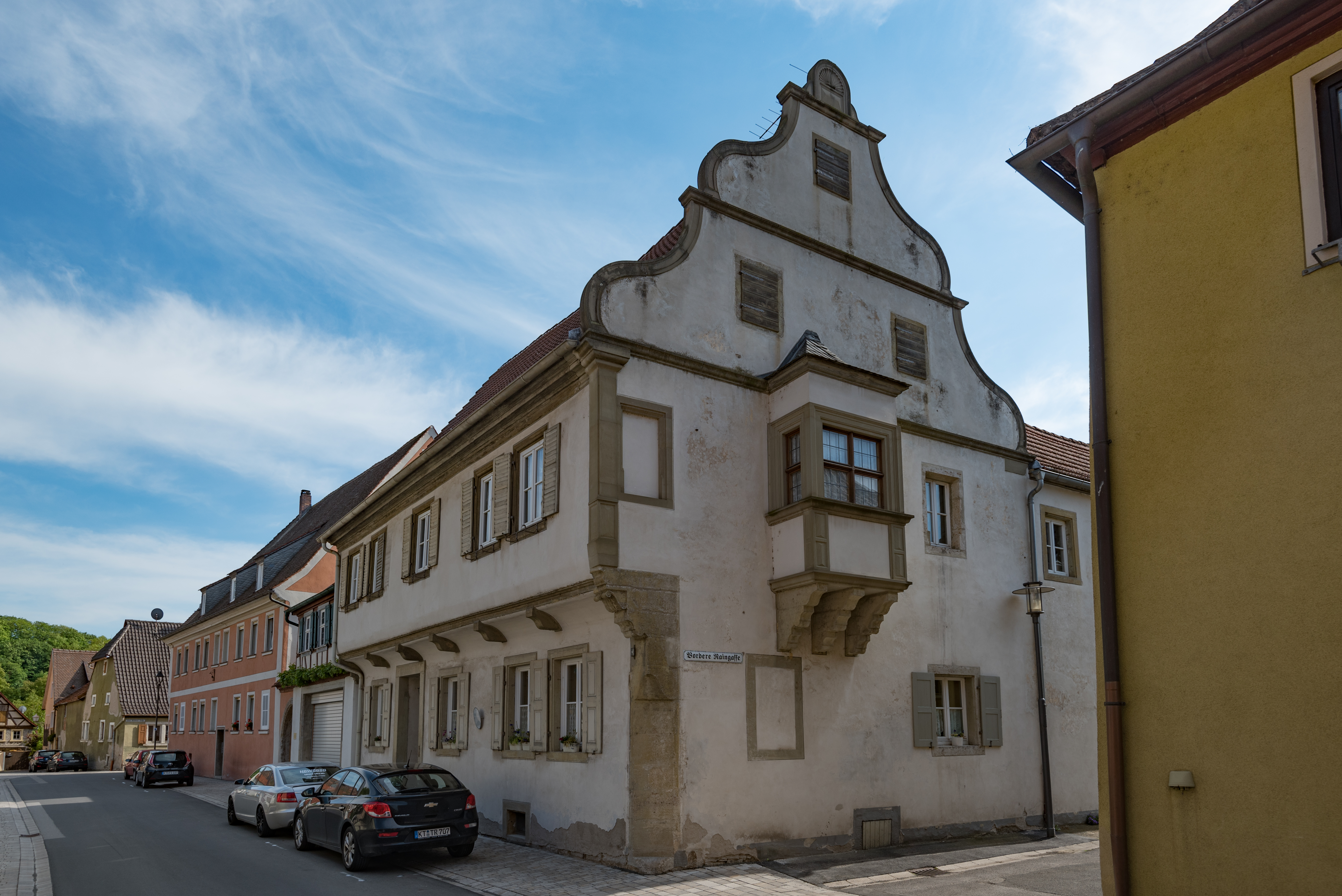
Kesenbrodhaus

Das Kesenbrodhaus ist ein Wohnhaus in Segnitz. Es war ursprünglich Wohnhaus und Bauhof des Baumeisters Hans Keesebrod. Das Bauwerk ist als Baudenkmal in die Bayerische Denkmalliste eingetragen.

## Lage
Das Kesenbrodhaus liegt an der Kirchstraße, Ecke Vordere Raingasse, etwa 50 Meter nördlich der Einmündung der nach Keesebrod benannten Hans-Kesenbrod-Straße. Schräg gegenüber auf der anderen Seite der Kirchstraße steht die Kirche St. Martin. Das Hauptgebäude erstreckt sich ungefähr in Nord-Süd-Richtung. Es liegt traufständig zur Kirchstraße und giebelständig zur Vorderen Raingasse.

## Geschichte
Hans Keesebrod war um 1575 aus Ochsenfurt nach Segnitz gekommen. Seit 1577 ist er dort als Bürgermeister nachgewiesen, 1594 wurde er zum Schultheiß des Markgrafen von Brandenburg-Ansbach bestellt. 1593 erbaute er sich ein Haus an der damaligen Durchgangsstraße, die entlang dem heutigen Straßenzug Kirchstraße / Brückengasse vom Oberen Tor im Norden zum Maintor im Süden führte. Neben seinem Wohnhaus umfasste der Neubau auch den Bauhof Keesebrods.

## Beschreibung
Das zweigeschossige Hauptgebäude hat einen Grundriss von etwa 12,50 × 9 Metern und trägt ein Satteldach. Der Giebel an der Vorderen Raingasse ist als Schweifgiebel in Formen der Renaissance ausgeführt. Die Traufseite an der Kirchstraße hat ein weit vorkragendes, verputztes Fachwerkobergeschoss, die Giebelseite einen Steinerker. Beides war zur Bauzeit eigentlich dem Adel und dem Klerus vorbehalten.
Ein zweigeschossiger, etwa 4,50 Meter breiter Verbindungstrakt mit Tordurchfahrt zum Innenhof führt zu einem etwa 17 Meter langen und 9 Meter breiten Nebengebäude.

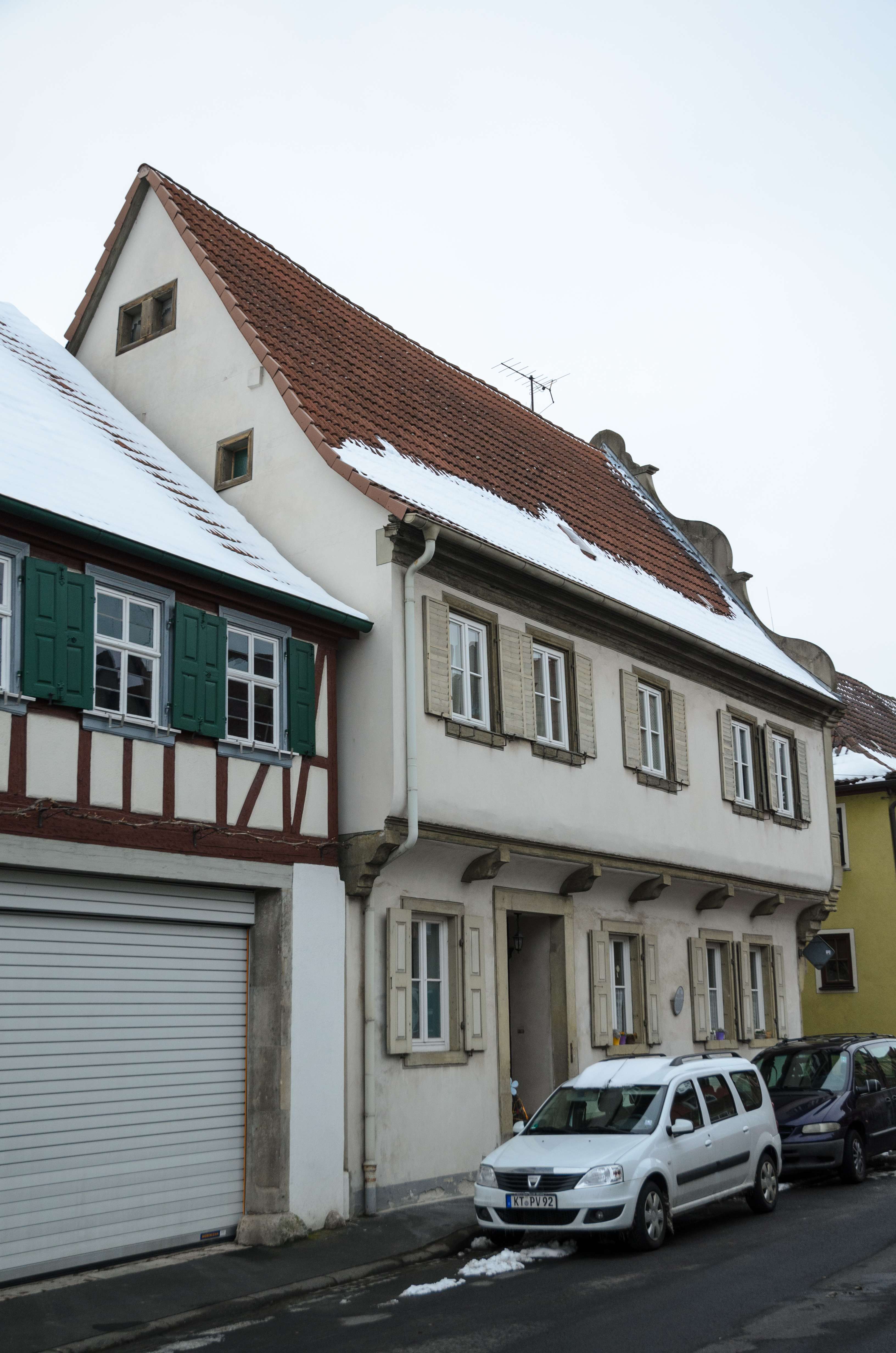
Traufseite
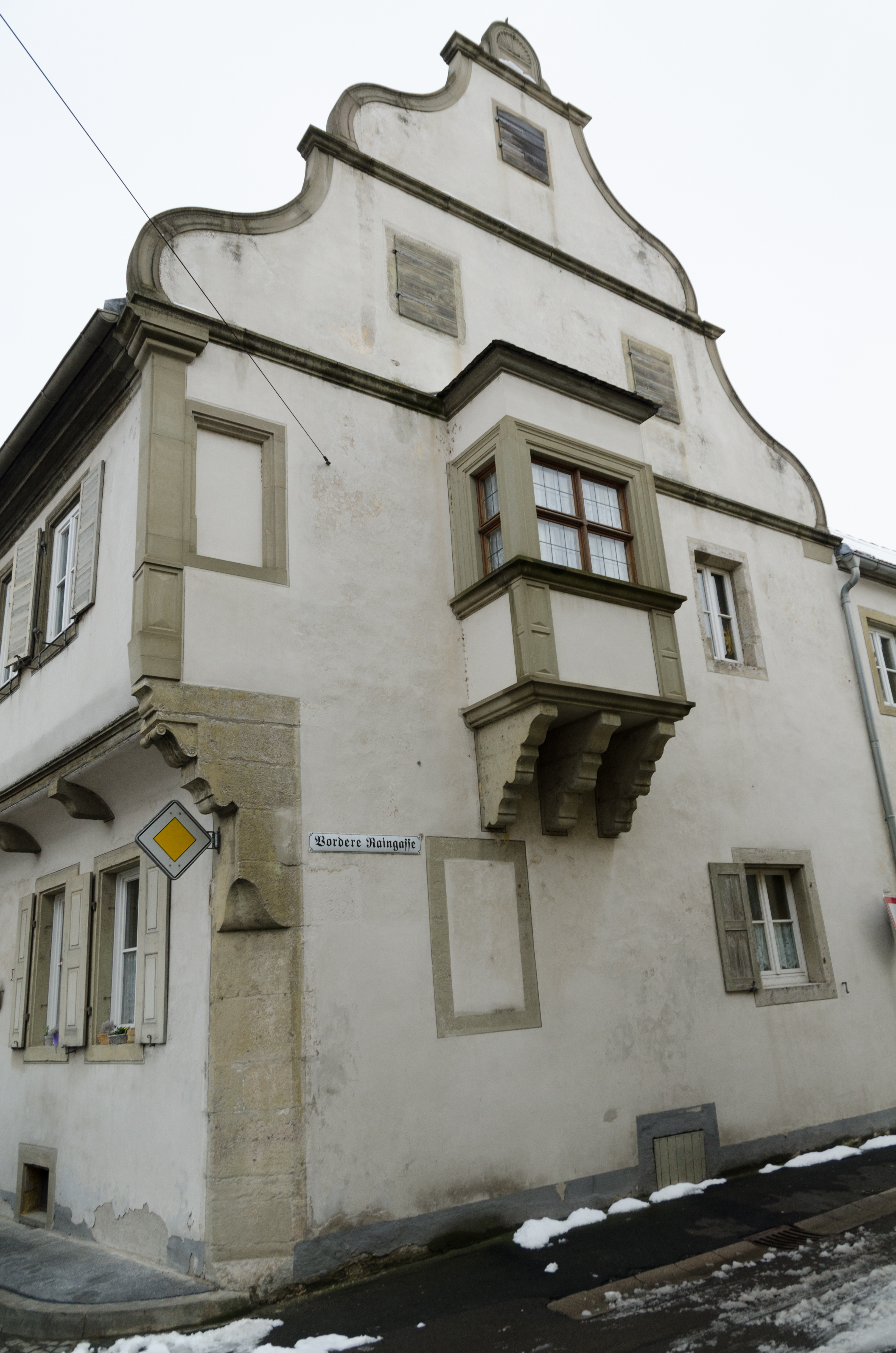
Giebelseite
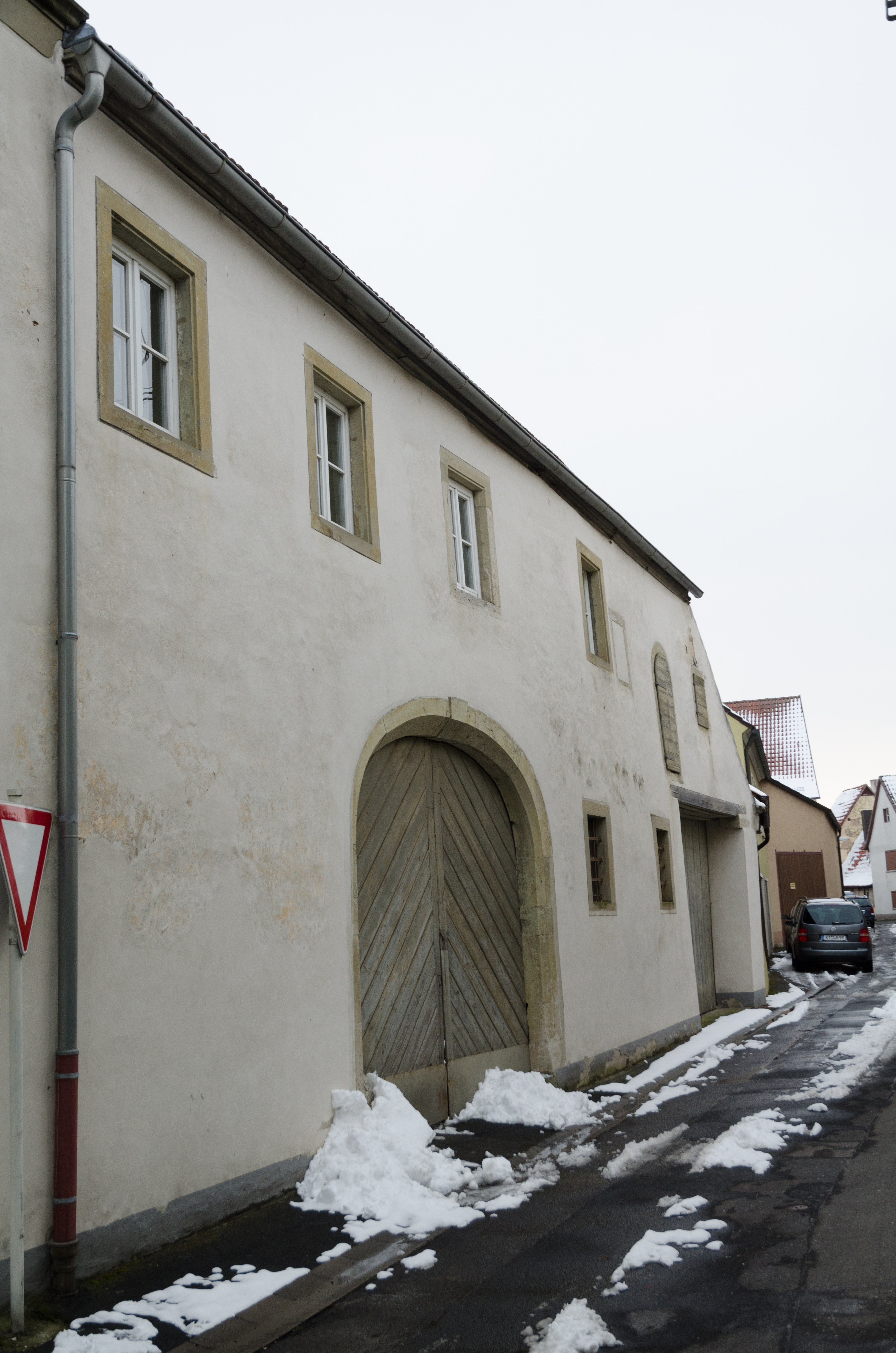
Verbindungs-Trakt